# والاس ثورمان
والاس ثورمان (بالإنجليزية: Wallace Thurman)‏ (16 أغسطس 1902، سولت ليك في الولايات المتحدة - 26 ديسمبر 1934، نيويورك في الولايات المتحدة)؛ مؤلِّف، كاتب مسرحي، صحفي، كاتب العمود وروائي أمريكي.

## روابط خارجية
- والاس ثورمان على موقع IMDb (الإنجليزية)
- والاس ثورمان على موقع الموسوعة البريطانية (الإنجليزية)
- والاس ثورمان على موقع قاعدة بيانات برودواي على الإنترنت (الإنجليزية)
- والاس ثورمان على موقع إن إن دي بي (الإنجليزية)
- والاس ثورمان على موقع قاعدة بيانات الفيلم (الإنجليزية)